# 기권 (선거)
기권(棄權)은 선거때 유권자가 선거권을 포기하고 투표에 불참하는 것을 말한다. 선거에 참가해서 빈 투표지를 내는 기권표와는 구분된다.

## 같이 보기
- 기권란